# Miami Orange Bowl
Le Miami Orange Bowl (auparavant Burdine Stadium) était un stade de football américain de 72319 places situé à Miami  en Floride.
Le stade, inaugurée en 1937, était propriété de la ville de Miami. Sa démolition a débuté le 3 mars 2008 et s'est terminée le 15 mai.

## Histoire
Inauguré sous le nom de Burdine Stadium, l'enceinte est rebaptisée Miami Orange Bowl en 1959 afin de renforcer l'impact du bowl universitaire dénommé Orange Bowl qui y fut organisé de 1935 à 1996.
La capacité maximale du stade a été de 80010 places de la fin des années 1960 à 1977. Elle est ensuite réduite notamment pour mettre le stade aux normes du football afin de pouvoir accueillir des matchs du tournoi olympique de 1996. Malgré cette réduction, le record d'entrée au stade atteint les 81753 spectateurs le 1er janvier 1995 à l'occasion de l'Orange Bowl mettant en présence les Hurricanes de Miami et les Cornhuskers du Nebraska.
La franchise NFL des Dolphins de Miami, créée en 1966, a évolué dans ce stade de 1966 à 1986.
L'enceinte a accueilli cinq éditions du Super Bowl : II, III, V, X et XIII.
Outre ces rendez-vous sportifs, le stade a également accueilli de nombreux concerts (voir ci-dessous).

## Événements
- NCAA :
  - Orange Bowl, en 1938 à 1996 et 1999 ;
- North-South Shrine Game (en), en 1948 à 1973.
- NFL :
  - Playoff Bowl (en) (également dénommé Bert Bell Benefit Bowl), de 1961 à 1970 ;
  - Super Bowl II, le 14 janvier 1968 ;
  - Super Bowl III, le 12 janvier 1969 ;
  - Super Bowl V, le 17 janvier 1971 ;
  - Pro Bowl 1975, le 20 janvier 1975 ;
  - Super Bowl X, le 18 janvier 1976 ;
  - Super Bowl XIII, le 21 janvier 1979.
- Concerts :
  - The Jackson Five, les 2 et 3 novembre 1984 ;
  - Eagles ;
  - The Rolling Stones, les 15 et 16 novembre 1989 ;
  - Genesis, le 1er mars 1987 ;
  - Pink Floyd, le 1er novembre 1987 ;
  - The Police, le 28 octobre 1983 ;
  - U2, le 3 décembre 1987 ;
  - Bruce Springsteen, les 9 et 10 septembre 1985 ;
  - Madonna, le 27 juin 1987 ;
  - David Bowie, le 18 septembre 1987 ;
  - Prince, le 7 avril 1985 ;
  - Metallica, le 28 décembre 1999.
- Autre :
  - Championnat du monde de Drum Corps International (en) (fanfare), en 1983 ;
  - WWE The Great American Bash (catch professionnel), le 31 juillet 1987.